# 屋頂遊樂園

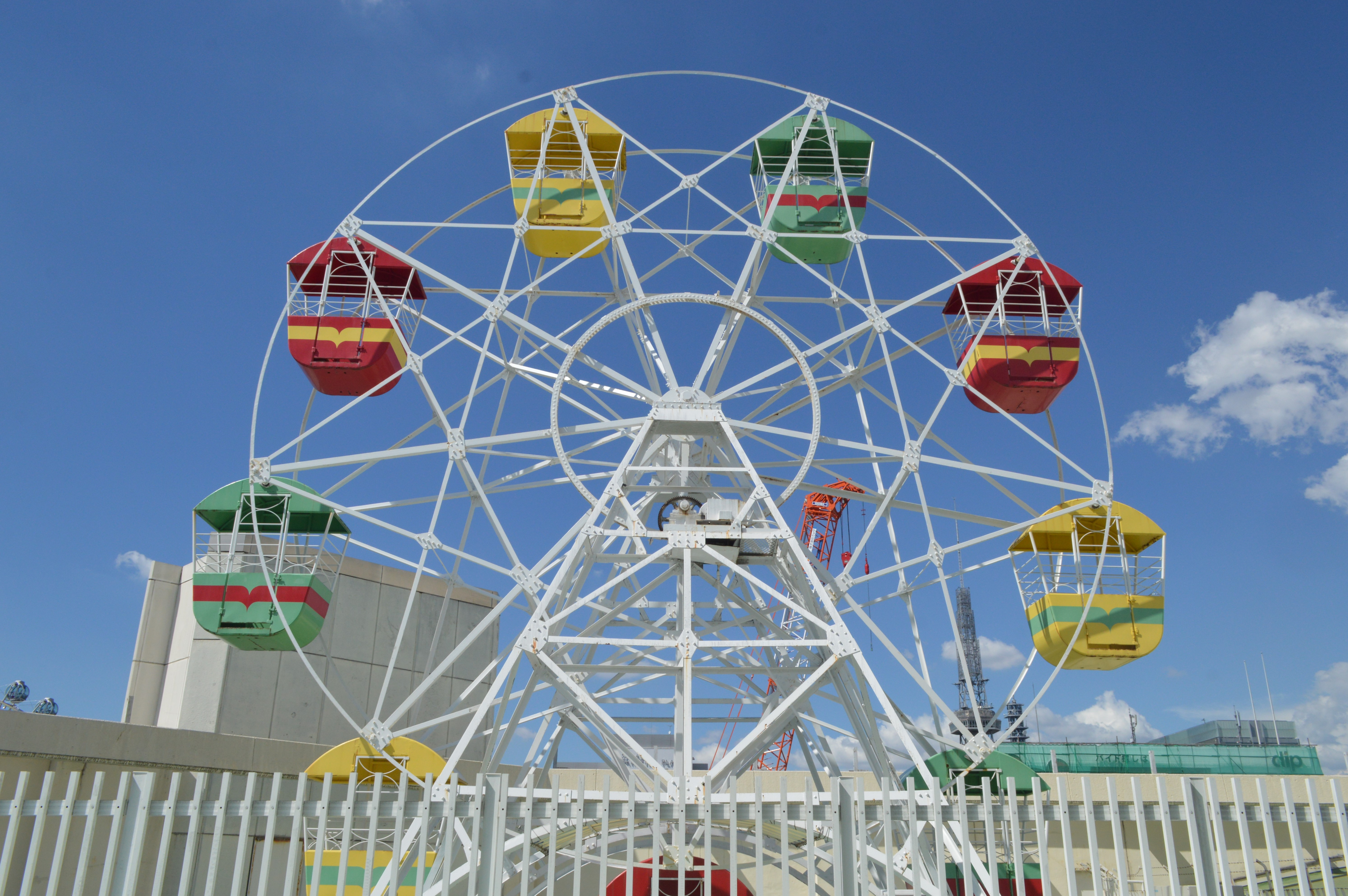
東方中村摩天輪，是日本國內現存的最古老屋頂摩天輪。

屋頂遊樂園，或稱空中樂園，指的是主要設置於日本、臺灣等地百貨公司屋頂的小型遊樂園。其鼎盛時期為1950年代至1970年代中期。
屋頂遊樂園的起源可以追溯到1903年，自1920年代後期開始，隨著日本新百貨店的開業，設有電動大型遊樂設施和動物園的屋頂遊樂園也陸續新設。然而自21世紀以來，隨著郊區主題式購物商場的興起、主題公園的開園等娛樂方式的多樣化，以及泡沫經濟以及少子化影響，屋頂遊樂園作為集客主軸的定位逐漸與維護成本不符而逐步關閉。如今，許多百貨店已將屋頂用作屋頂花園或休息區。

## 歷史

### 開創

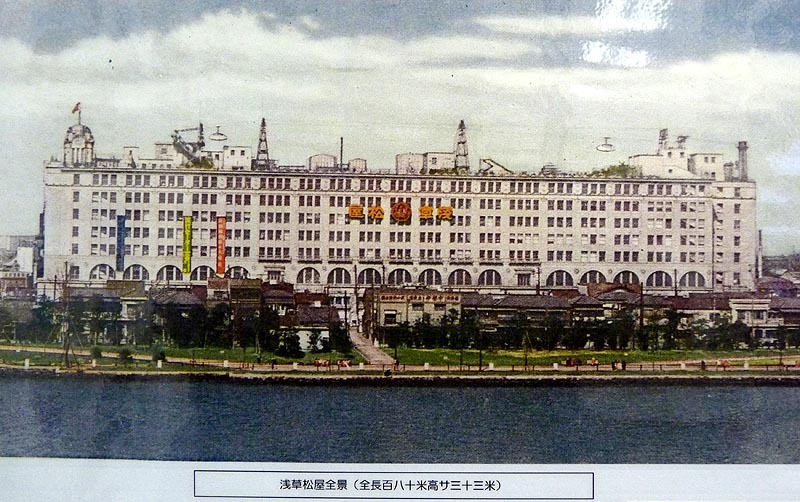
1931年的松屋淺草店。可在屋頂看到「航空艇」設施。

日本首個設置店內遊樂設施的歷史可以追溯到西元1903年（明治36年），當時位於日本橋的白木屋吳服店（後來的東急百貨店日本橋店，現址為日本橋一丁目三井大廈）設置了蹺蹺板、摇马等遊樂設施。到了1907年（明治40年），日本橋三越開設了名為「空中庭園」的屋頂花園，這片約60坪的空間設有噴泉、池塘、植物（如藤棚和盆栽）、旋轉全景和望遠鏡等設施。。同年，松屋神田店（位於神田鍛冶町）也設置了屋頂遊覽所。到了1912年（大正元年），大丸京都店在屋頂上設立了溜冰場和音樂廳。隨後，1923年（大正12年），松坂屋銀座店的屋頂開設了動物園，其中包括獅子和豹子等動物。
日本首個固定設置的屋頂遊樂園，起源於日本娛樂機器製作所（今為ニチゴ）的遠藤嘉一，他於1929年（昭和4年）開發了日本首個自動旋轉木馬（曾為寶塚新溫泉提供過相關設備），並在1931年（昭和6年）11月於淺草東武淺草站站房的松屋淺草店設立了這個遊樂設施。當時，遠藤與設計師共同討論，將這個遊樂區命名為“運動樂園”（スポーツランド），這也成為了後來「○○樂園」名稱的先驅。
為了設立這個遊樂園，遠藤參考了當時世界上最大的康尼島樂園和德國的哈根貝克動物園的案例，並在園區內設置了小型動物園、自動木馬以及一個8人座的纜車設施——「航空艇」。該設施往返於屋頂兩端，具有銀色流線型的外觀讓遊客可俯瞰隅田川的美景，成為當時的熱門旅遊景點，該設施原本計劃讓航空艇越過隅田川並繞行對岸，但由於未能獲得許可，最終放棄了此計劃。此外，運動樂園還設有溜冰場、保齡球、顯示分數的自行車競賽、划船比賽、雙人操作的賽馬機、半弓射擊機、自動電影機、以及能夠獲得糖果的賭博型遊戲機等設施。
松屋淺草店開業時的報紙廣告中曾大肆宣傳「松屋七樓大運動樂園登場」，這是一個特別針對淺草這一區域的策略，與以往主要服務山手層、如日本橋和銀座的百貨公司，以及已經成為大型交通樞紐的新宿百貨公司不同，淺草的客群多為庶民。在當時，松屋淺草店由於周圍並無太高的建築物，因此格外顯眼，對周圍環境形成了強烈的視覺衝擊。
雖然運動樂園每日都吸引了大量人潮，但多數人僅是觀賞，實際上參與遊玩的並不多。這樣的情況持續了大約兩個月，於是日本娛樂機械製作所的社長遠藤嘉一決定重新規劃，改設了適合親子同樂的遊具，如小型汽車、小型自動車、咖啡杯、以及需要人工推動的象型遊樂設施，這些新設施很快受到了熱烈的歡迎。當中，由板金製作、車輛零件組成的小型自動車，能以每小時15公里的速度行駛，因此極受歡迎，甚至需要約20名工作人員來進行管理。
根據日本娛樂機械公司（現為ニチゴワールド公司）1935年（昭和10年）左右出版的目錄，該公司的遊具已經遍及從北海道到九州的各大百貨公司，甚至向滿洲地區出口。目錄中除了上述遊具外，還列出了各式各樣的設施。然而，隨著第二次世界大戰的爆發，戰時的國家控制政策使得全國的遊樂園和遊戲場紛紛關閉。松屋淺草店的航空艇和所有金屬製品都被徵用，甚至連木材也被用來作為錢湯的燃料。

### 戰後復興期

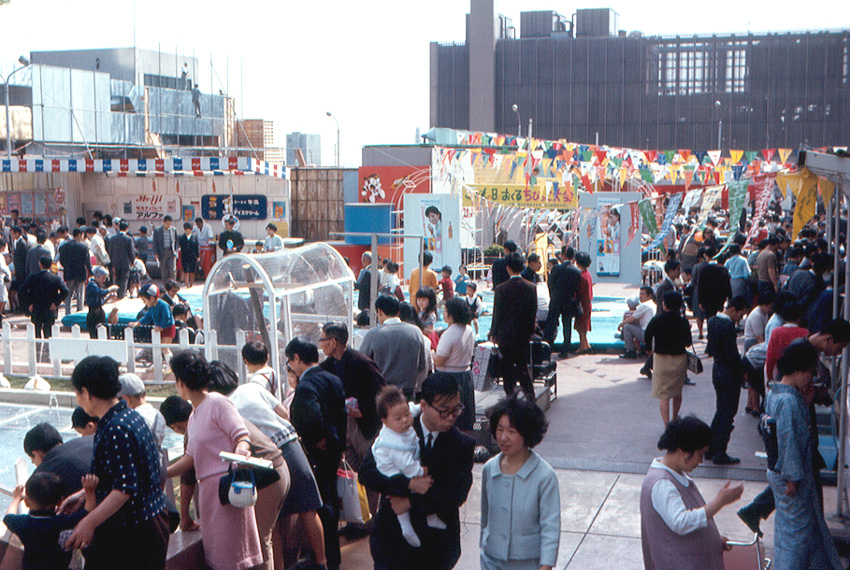
銀座松屋屋頂的人潮，攝於1967年。

從1950年代中期（昭和30年代初期）至1960年代後半（昭和40年代中期），正是屋頂遊樂園的全盛時期。百貨公司除了設有各種娛樂設施，還包括了玩具區、大食堂和屋頂遊樂園。因而成為當時日本居民日常休閒活動的一部分。隨著活動的發展，百貨公司屋頂不僅作為遊樂園，還設有臨時舞台，進行各種活動，如由纖維製造商主辦的泳裝秀、各種選美比賽、電影公司舉辦的出演者新作發表會、新人歌手的宣傳活動、簽名會及兒童電視節目角色表演等。當時由於日本城市尚未興建大量摩天大樓，因此屋頂遊樂園亦為觀景平台，提供望遠鏡供遊客觀賞遠處的景色。
隨著太平洋戰爭的結束，1946年（昭和21年）12月，松屋淺草店1樓的150坪面積再次開設了運動樂園。雖然銀座店和橫濱店被進駐軍徵用，但淺草店得以免於徵用，這使得該店能夠迅速恢復營業。遠藤嘉一製作了三輛小型汽車、三台自動木馬和一台投球機，這些設施受到孩子們的熱烈歡迎。1949年（昭和24年），屋頂上設置了複式飛行塔。1950年（昭和25年），在設有航空艇的南端台座上，新增了一個可容納60人的「天際巡航機」（スカイクルーザー）。這款具有類似土星的創新設計的設施，可以360度水平旋轉，讓遊客能夠俯瞰淺草街道和隅田川，並成為當時淺草的新地標。該設施在當時經常用於許多電影拍攝，包括一些好萊塢電影。由於老化及安全考量，天際巡航機後在1960年被拆除。
日本橋三越方面則於1955年推出了猿猴電車「微笑號」（ニコニコ号），並於1958年（昭和33年）展示了運用全景和模型來介紹迪士尼樂園全貌的展覽。

### 拆除
1972年（昭和47年）發生在大阪市的千日百貨店火災及1973年（昭和48年）熊本大洋百貨火災相繼發生了超過100人死亡，這一事件使隨著《消防法》的修訂，要求將建築物屋頂的一半設為避難區，這使得無論是現有的還是新建的大型遊具設置變得困難。隨著主題公園和遊戲中心的興起，百貨公司屋頂逐漸失去了遊樂設施。在1977年（昭和52年）至1978年（昭和53年）的超級跑車熱潮達到頂峰時，來自日本各地的百貨公司舉辦了以林寶堅尼Countach等超跑為主題的展示會，並在相關商品銷售的助推下，吸引了從孩子到大人每日的參觀熱潮。
除上述消防問題外，還有少子化導致的兒童人口減少、娛樂方式多樣化等因素，使得各地區的屋頂遊樂園關閉或縮小的趨勢持續。日本泡沫經濟期間，各種活動也大幅減少，因此屋頂舞台以及其所承辦的活動逐漸消失。截至2019年9月1日，東京都內唯一仍在運營的百貨公司屋頂遊樂園是東武百貨池袋店。
2023年10月，朝日新聞向日本百貨店協會的170家會員店進行電話調查，詢問是否還在運營常設屋頂遊樂園。結果顯示，有五家百貨店答覆仍在營運：松坂屋高槻店（大阪府高槻市）、松坂屋名古屋店（愛知縣名古屋市）、大和香林坊店（石川縣金澤市）、伊予鐵高島屋（愛媛縣松山市）、濱屋百貨店（長崎縣長崎市）。此外，還有一些百貨店設置了小型遊樂區，但並不被視為屋頂遊樂園。

## 近期關閉的樂園

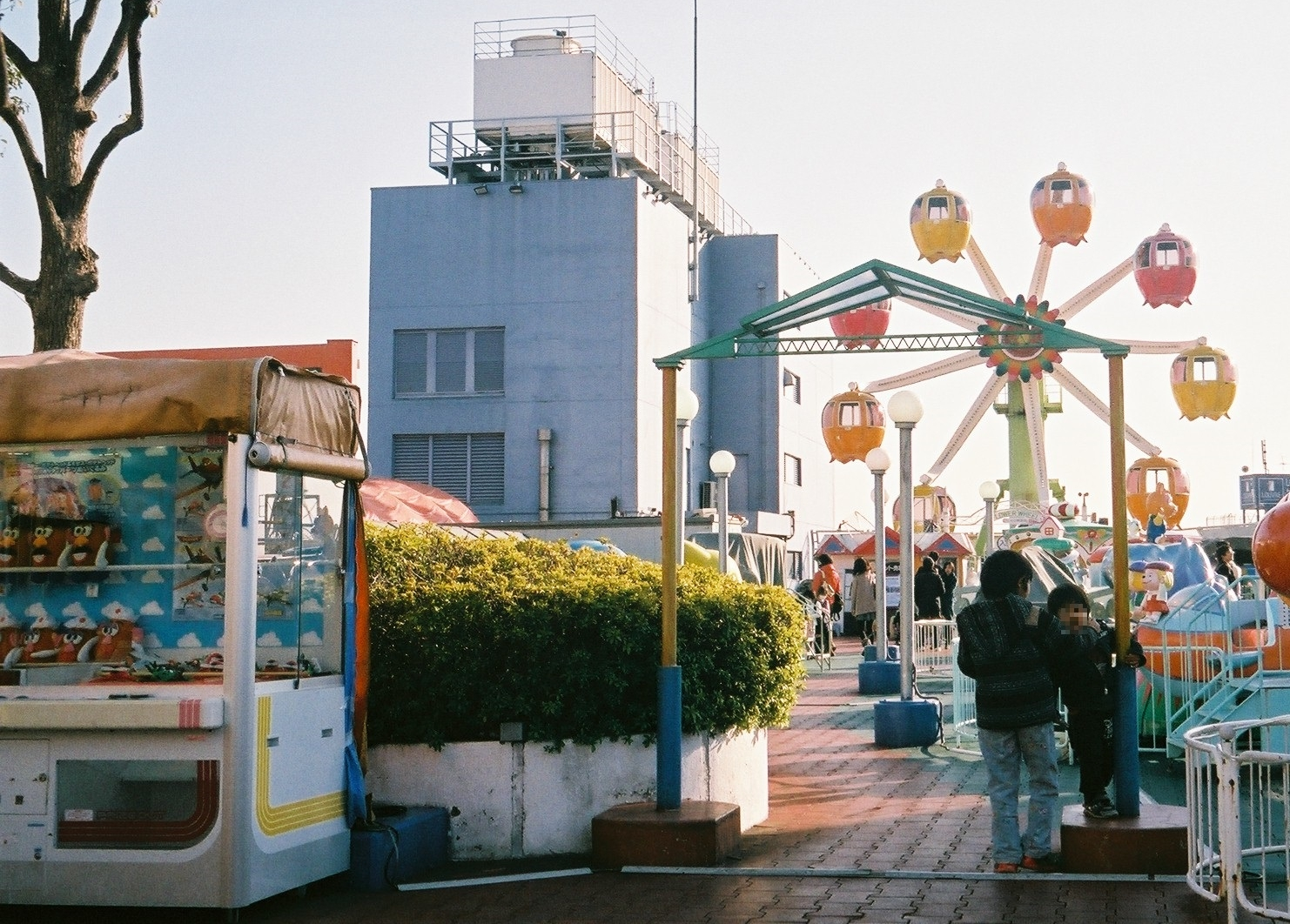
2014年的廣場樂園。

- 2010年5月31日 - 松屋淺草店決定將四樓以上的樓層返還給東武鐵道，迫使一些租戶撤出。然而，由於運動樂園生意興隆，商場向總部提出了延長營業的請求，並繼續設置遊具，雙方談判了半年之久。然而，因為電梯停運，該遊樂園無法繼續營運，最終不得不撤出。最終，東武淺草車站大樓的屋頂被改建為「晴天露臺」。[17]
- 2013年
  - 3月31日：東急百貨店東橫店（日语：東急百貨店東横店）「小朋友遊樂園」由於為了迎接澀谷再開發（日语：渋谷再開發）都市更新，東館重建，該遊樂園因此關閉。[18]
  - 6月30日： 松坂屋銀座店「天空樂園」 由於銀座六丁目計劃的再開發，該大樓被售賣並拆除。
- 2014年：
  - 2月28日：阪神百貨店梅田本店「屋頂遊樂園」 隨著梅田1丁目1番地計劃的推進，百貨店所在的大阪神大樓及新阪急大樓進行重建，該遊樂園被關閉。[19]
  - 3月：蒲田東急廣場（東京都大田區）的屋頂遊樂園「廣場樂園（日语：プラザ･ランド）」也因為廣場重建計劃而關閉。當時，這裡是東京23區內最後一座設有屋頂摩天輪的場所，隨著廣場樂園的關閉，摩天輪也停止了運行。但由於市民的強烈要求，該摩天輪與重新開放的「蒲田園」一起，於同年10月9日重新開放，並以「幸福摩天輪」的名義復活。[20][21]
  - 3月11日：松坂屋上野店「天空樂園」 因為南館出售的原因而關閉並拆除。
  - 9月28日：京王百貨店新宿店「天空遊樂園」 關閉原因未公開。
- 2019年
  - 6月2日：東急百貨店吉祥寺店 由於外牆工程需要佔用空間，該遊樂設施於此時關閉。
  - 9月1日：丸廣百貨店川越店「頑皮樂園」 由於進行耐震改造，屋頂空間被用作資材存放區，遊樂設施因此關閉。[22][23]
- 2020年8月31日：崇光德島店（日语：そごう德島店）「遊樂園」 隨著商場的完全關閉，該遊樂園也隨之關閉。但於2020年11月1日，以「阿米科遊樂園」的名義重新開放。[24]
- 2024年5月6日：濱屋百貨店「遊樂園」 由於設施老化、經營者倒閉及無人繼承，該遊樂園也被關閉。[25]

## 保存
日本首座設有摩天輪的屋頂遊樂園為東方中村百貨店屋頂遊樂園，該園區的東方中村摩天輪由昭和鐵工製造，高度為12米，直徑為10米。這座摩天輪是於1956年進行擴建工程時安裝的第二代設施，也是日本國內現存的屋頂摩天輪中最古老的一座，該摩天輪於2005年7月20日結束營運，但在2007年被列為國家登录有形文化财。

## 臺灣
1970年，大同水上樂園於臺北縣板橋市（今新北市板橋區）正式開幕之後，帶動了臺灣各地遊樂園興建的熱潮，並促使各大百貨公司開始利用頂樓空間，引進機械遊樂設施。其中包含臺北市今日百貨，高雄市大新百貨、大統百貨五福店及大立百貨四間百貨公司。臺中市遠東百貨和龍心百貨等地，均設有屋頂遊樂園提供參觀。
當前，臺灣的屋頂遊樂園僅有大立百貨空中樂園仍保持營運，高雄市其餘部分，大統百貨空中樂園於1995年因嚴重火災而結束營業，大新百貨因營業規模逐步縮減，於2010年歇業。

## 外部連結
- 東京屋上物語 - まだある。昭和ナビ （页面存档备份，存于）
  - 設有淺草松屋、上野松坂屋和澀谷西武的屋頂遊樂園關閉前的圖像連結：
- 屋上遊園地ガイド （页面存档备份，存于）
- 浅草松屋 スカイクルーザー （页面存档备份，存于）